# Mistrzostwa Świata w Kajakarstwie Górskim 1949
1. Mistrzostwa świata w kajakarstwie górskim odbyły się w dniach 30–31 sierpnia 1949 w Genewie.

## Końcowa klasyfikacja medalowa
| Miejsce | Państwo        | Złoto | Srebro | Brąz | Razem |
| ------- | -------------- | ----- | ------ | ---- | ----- |
| 1       | Francja        | 4     | 2      | 0    | 6     |
| 2       | Austria        | 3     | 3      | 1    | 7     |
| 3       | Szwajcaria     | 1     | 1      | 1    | 3     |
| 4       | Czechosłowacja | 0     | 2      | 3    | 5     |

## Medaliści
| Konkurencja:           | Złoto:                                                                                                  | Srebro:                                                                                                | Brąz:                                                        |
| C-1 mężczyzn           | Pierre d'Alençon                                                                                        | Paul Huguet                                                                                            | Jan Brzák                                                    |
| C-1 drużynowo mężczyzn | Francja · Pierre d'Alençon · Paul Huguet · Marcel Renaud                                                | Czechosłowacja · Jan Brzák · Jiří Purchart · Bohuslav Karlík                                           | -                                                            |
| C-2 mężczyzn           | Francja · Michel Duboille · Jacques Rosseau                                                             | Francja · Claude Neveu · Roger Paris                                                                   | Czechosłowacja · Jan Brzák · Bohumil Kudrna                  |
| C-2 drużynowo mężczyzn | Francja · Michel Duboille i Jacques Rosseau · Claude Neveu i Roger Paris · René Gavinet · Simon Gavinet | Czechosłowacja · Jan Brzák i Bohumil Kudrna · Václav Nič i Miroslav Drastík · Jan Šulc i Karel Koníček | -                                                            |
| K-1 mężczyzn           | Othmar Eiterer                                                                                          | Hans Frühwirth                                                                                         | Werner Zimmermann                                            |
| K-1 drużynowo mężczyzn | Szwajcaria · Werner Zimmermann · Jean Engler · Eduard Kunz                                              | Austria · Hans Frühwirth · Rudolf Pillwein · Josef Danek                                               | Czechosłowacja · Bohuslav Fiala · Alvin Jeschke · Jiří Valeš |
| K-1 kobiet             | Heidi Pillwein                                                                                          | Fritzi Schwingl                                                                                        | Gerti Pertlwieser                                            |
| K-1 drużynowo kobiet   | Austria · Heidi Pillwein · Fritzi Schwingl · Gerti Pertlwieser                                          | Szwajcaria · Marie Fromaigeat · Elsa Oderholz · Janine Maulet                                          | -                                                            |